# 耶納奇峰
46°32′32.9″N 9°42′59.8″E / 46.542472°N 9.716611°E
耶納奇峰（Piz Jenatsch），是瑞士的山峰，位於該國東南部，由格勞賓登州負責管轄，屬於阿爾布拉山脈的一部分，海拔高度3,251米，每年平均降雨量1,693毫米。